# 몬베쓰정
몬베쓰정(일본어: 門別町)은 일본 홋카이도 히다카 지청]관내의 서부에 있던 정이다.
2006년 3월 1일 , 히다카정과 신설합병에 의해 새로운 히다카정이 되었다.

## 지리
히다카 관내 서부에 위치. 남부는 태평양에 접해 있다. 서쪽으로 담진관내와 접해 있어 히다카관내의 관문이 되는 촌이었다

## 역사
- 1929년 - 1급정촌제 시행으로 몬베쓰촌이 되었다.
- 1952년 - 정으로 승격해 몬베쓰정이 되었다.
- 2006년 3월 1일 - 히다카정과 합병, (신) 히다카정이 되었다.

## 교통

### 철도
- 홋카이도 여객철도 히다카 본선

### 도로
- 국도 235호선
- 국도 237호선